# Puchar Islandii w piłce nożnej
Puchar Islandii w piłce nożnej (isl. Bikarkeppni karla í knattspyrnu) – cykliczne rozgrywki piłkarskie o charakterze pucharu krajowego w Islandii. Organizowane co sezon przez Islandzki Związek Piłki Nożnej (KSI) i przeznaczone są dla krajowych klubów piłkarskich. Najważniejsze po Besta-deild karla piłkarskie rozgrywki w kraju. Triumfator danej edycji Pucharu zyskuje prawo reprezentowania swego kraju w następnej edycji Ligi Konferencji UEFA.

## Historia

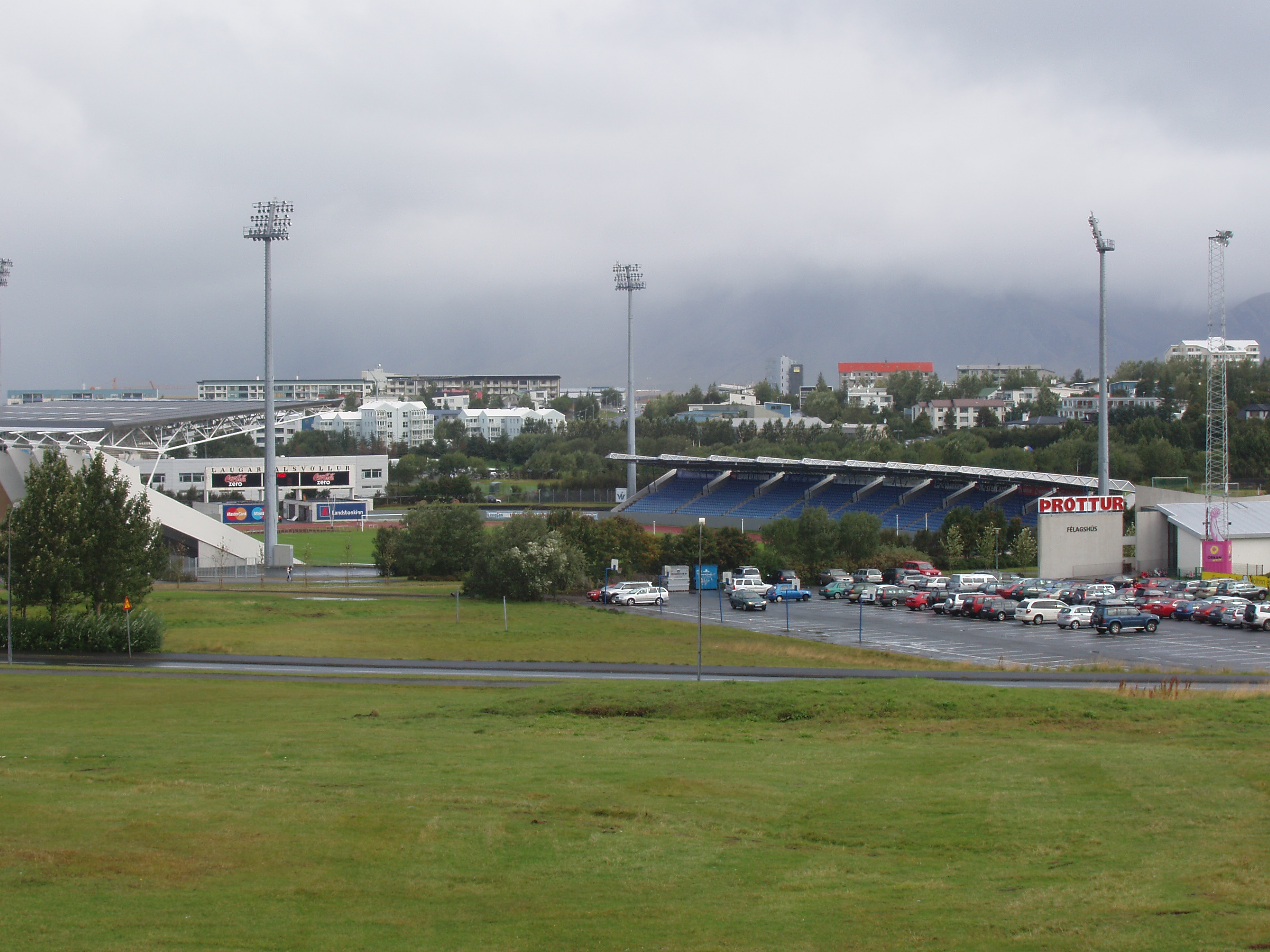
Stadion Laugardalsvöllur – arena spotkań finałowych

Pierwsza edycja została rozegrana w 1960 roku. Pierwszym triumfatorem został klub Reykjavíkur, który w finale zwyciężył 2:0 z Fram Reykjavík i jest także rekordzistą pod względem zwycięstw w finałach (13 razy).
Do sezonu 1972 finał Pucharu Islandii rozgrywany był w październiku lub listopadzie na stadionie Melavöllur w Reykjavíku. Od 1973 roku rozgrywa się je w sierpniu lub wrześniu na stadionie Laugardalsvöllur znajdującym się także w stolicy kraju. W 2020 roku rozgrywek niedokończono z powodu pandemii COVID-19. Od 1986 sponsorami rozgrywek byli:
- 1986-1996: Mjólkurbikar karla
- 1997-2002: Coca-Cola bikar karla
- 2003-2010: VISA-bikar karla
- 2011: Valitor-bikar karla
- 2012-2017: Borgunarbikar karla
- od 2018: Mjólkurbikar karla

## Format
Format rozgrywek był wiele razy zmieniany. W rozgrywkach uczestniczą 78 klubów występujących w Mistrzostwach Islandii. Obecnie wszystkie rywalizacje od rundy pierwszej do finału rozgrywane są w jednym meczu. Zwycięzca kwalifikuje się do dalszych gier, a pokonany odpada z rywalizacji. W wypadku kiedy w regulaminowym czasie gry padł remis zarządza się dogrywkę, a jeśli i ona nie przyniosła rozstrzygnięcia, to dyktowane są rzuty karne. Od sezonu 2013 rozgrywki składają się z 7 etapów: rundy pierwszej, drugiej, trzeciej eliminacyjnej, 1/8 finału, ćwierćfinałów, półfinałów i finału. Mecz finałowy rozgrywany jest na różnych obiektach, choć zazwyczaj był to stadion Laugardalsvöllur w Reykjavíku.

## Zwycięzcy i finaliści
| Sezon                                                                 | K                | K                                      | T  | Zwycięzca            | Wynik            | Finalista            | Data, miejsce                                  | Br. | Król strzelców                                                            | Uwagi                                               |
| Puchar Islandii w piłce nożnej (isl. Bikarkeppni karla í knattspyrnu) |                  |                                        |    |                      |                  |                      |                                                |     |                                                                           |                                                     |
| 1960                                                                  |                  |                                        | 1  | KR Reykjavík         | 2:0              | Fram Reykjavík       | 23.10.1960, Melavöllur, Reykjavík              |     |                                                                           | ? klubów                                            |
| 1961                                                                  |                  |                                        | 2  | KR Reykjavík         | 4:3              | ÍA Akranes           | 22.10.1961, Melavöllur, Reykjavík              |     |                                                                           | ? klubów                                            |
| 1962                                                                  |                  |                                        | 3  | KR Reykjavík         | 3:0              | Fram Reykjavík       | 21.10.1962, Melavöllur, Reykjavík              |     |                                                                           | ? klubów                                            |
| 1963                                                                  |                  |                                        | 4  | KR Reykjavík         | 4:1              | ÍA Akranes           | 6.10.1963, Melavöllur, Reykjavík               |     |                                                                           | ? klubów                                            |
| 1964                                                                  |                  |                                        | 5  | KR Reykjavík         | 4:0              | ÍA Akranes           | 24.10.1964, Melavöllur, Reykjavík              |     |                                                                           | ? klubów                                            |
| 1965                                                                  |                  |                                        | 1  | Valur Reykjavík      | 5:3              | ÍA Akranes           | 31.10.1965, Melavöllur, Reykjavík              |     |                                                                           | ? klubów                                            |
| 1966                                                                  |                  |                                        | 6  | KR Reykjavík         | 1:0              | Valur Reykjavík      | 23.10.1966, Melavöllur, Reykjavík              |     |                                                                           | ? klubów                                            |
| 1967                                                                  |                  |                                        | 7  | KR Reykjavík         | 3:0              | Víkingur Reykjavík   | 21.10.1967, Melavöllur, Reykjavík              |     |                                                                           | ? klubów                                            |
| 1968                                                                  |                  |                                        | 1  | ÍBV Vestmannæyjar    | 2:1              | KR-b Reykjavík       | 5.10.1968, Melavöllur, Reykjavík               |     |                                                                           | ? klubów                                            |
| 1969                                                                  |                  |                                        | 1  | IB Akureyri          | 1:1              | ÍA Akranes           | 30.11.1969, Melavöllur, Reykjavík              |     |                                                                           | ? klubów                                            |
| 1969                                                                  | 3:2 (powt.)      | 7.12.1969, Melavöllur, Reykjavík       | 1  | IB Akureyri          |                  | ÍA Akranes           |                                                |     |                                                                           | ? klubów                                            |
| 1970                                                                  |                  |                                        | 1  | Fram Reykjavík       | 2:1              | ÍBV Vestmannæyjar    | 14.11.1970, Melavöllur, Reykjavík              |     |                                                                           | ? klubów                                            |
| 1971                                                                  |                  |                                        | 1  | Víkingur Reykjavík   | 1:0              | Breiðablik Kopavogur | 9.11.1971, Melavöllur, Reykjavík               |     |                                                                           | ? klubów                                            |
| 1972                                                                  |                  |                                        | 2  | ÍBV Vestmannæyjar    | 2:0              | FH Hafnarfjörður     | 12.11.1972, Melavöllur, Reykjavík              |     |                                                                           | ? klubów                                            |
| 1973                                                                  |                  |                                        | 2  | Fram Reykjavík       | 2:1              | ÍBK Keflavík         | 12.09.1973, Laugardalsvöllur, Reykjavík        |     |                                                                           | ? klubów                                            |
| 1974                                                                  |                  |                                        | 2  | Valur Reykjavík      | 5:0              | ÍA Akranes           | 14.09.1974, Laugardalsvöllur, Reykjavík        |     |                                                                           | ? klubów                                            |
| 1975                                                                  |                  |                                        | 1  | ÍBK Keflavík         | 1:0              | ÍA Akranes           | 13.09.1975, Laugardalsvöllur, Reykjavík        |     |                                                                           | ? klubów                                            |
| 1976                                                                  |                  |                                        | 3  | Valur Reykjavík      | 3:0              | ÍA Akranes           | 12.09.1976, Laugardalsvöllur, Reykjavík        |     |                                                                           | ? klubów                                            |
| 1977                                                                  |                  |                                        | 4  | Valur Reykjavík      | 4:1              | Fram Reykjavík       | 11.09.1977, Laugardalsvöllur, Reykjavík        |     |                                                                           | ? klubów                                            |
| 1978                                                                  |                  |                                        | 1  | ÍA Akranes           | 1:0              | Valur Reykjavík      | 27.08.1978, Laugardalsvöllur, Reykjavík        |     |                                                                           | ? klubów                                            |
| 1979                                                                  |                  |                                        | 3  | Fram Reykjavík       | 1:0              | Valur Reykjavík      | 26.08.1979, Laugardalsvöllur, Reykjavík        |     |                                                                           | ? klubów                                            |
| 1980                                                                  |                  |                                        | 4  | Fram Reykjavík       | 2:1              | ÍBV Vestmannæyjar    | 31.08.1980, Laugardalsvöllur, Reykjavík        |     |                                                                           | ? klubów                                            |
| 1981                                                                  |                  |                                        | 3  | ÍBV Vestmannæyjar    | 3:2              | Fram Reykjavík       | 30.08.1981, Laugardalsvöllur, Reykjavík        |     |                                                                           | ? klubów                                            |
| 1982                                                                  |                  |                                        | 2  | ÍA Akranes           | 2:1              | ÍBK Keflavík         | 29.08.1982, Laugardalsvöllur, Reykjavík        |     |                                                                           | ? klubów                                            |
| 1983                                                                  |                  |                                        | 3  | ÍA Akranes           | 2:1              | ÍBV Vestmannæyjar    | 28.08.1983, Laugardalsvöllur, Reykjavík        |     |                                                                           | ? klubów                                            |
| 1984                                                                  |                  |                                        | 4  | ÍA Akranes           | 2:1              | Fram Reykjavík       | 26.08.1984, Laugardalsvöllur, Reykjavík        |     |                                                                           | ? klubów                                            |
| 1985                                                                  |                  |                                        | 5  | Fram Reykjavík       | 3:1              | ÍBK Keflavík         | 25.08.1985, Laugardalsvöllur, Reykjavík        |     |                                                                           | ? klubów                                            |
| 1986                                                                  |                  |                                        | 5  | ÍA Akranes           | 2:1              | Fram Reykjavík       | 31.08.1986, Laugardalsvöllur, Reykjavík        |     |                                                                           | ? klubów                                            |
| 1987                                                                  |                  |                                        | 6  | Fram Reykjavík       | 5:0              | Víðir Gerda          | 30.08.1987, Laugardalsvöllur, Reykjavík        |     |                                                                           | ? klubów                                            |
| 1988                                                                  |                  |                                        | 5  | Valur Reykjavík      | 2:1              | ÍBK Keflavík         | 27.08.1988, Laugardalsvöllur, Reykjavík        |     |                                                                           | ? klubów                                            |
| 1989                                                                  |                  |                                        | 7  | Fram Reykjavík       | 3:1              | KR Reykjavík         | 27.08.1989, Laugardalsvöllur, Reykjavík        |     |                                                                           | ? klubów                                            |
| 1990                                                                  |                  |                                        | 6  | Valur Reykjavík      | 1:1              | KR Reykjavík         | 26.08.1990                                     |     |                                                                           | ? klubów                                            |
| 1990                                                                  | 0:0 pd. (k. 5:4) | 28.08.1990                             | 6  | Valur Reykjavík      |                  | KR Reykjavík         |                                                |     |                                                                           | ? klubów                                            |
| 1991                                                                  |                  |                                        | 7  | Valur Reykjavík      | 1:1              | FH Hafnarfjörður     | 25.08.1991                                     |     |                                                                           | 39 klubów                                           |
| 1991                                                                  | 1:0              | 28.08.1991                             | 7  | Valur Reykjavík      |                  | FH Hafnarfjörður     |                                                |     |                                                                           | 39 klubów                                           |
| 1992                                                                  |                  |                                        | 8  | Valur Reykjavík      | 5:2 pd.          | KA Akureyri          | 23.08.1992, Laugardalsvöllur, Reykjavík, 3.022 | 5   | Anthony Karl Gregory, Finnur Kolbeinsson                                  | 46 klubów                                           |
| 1993                                                                  |                  |                                        | 6  | ÍA Akranes           | 2:1              | ÍBK Keflavík         | 29.08.1993, Laugardalsvöllur, Reykjavík, 5.717 | 5   | Mihajlo Biberčić                                                          | 43 kluby                                            |
| 1994                                                                  |                  |                                        | 8  | KR Reykjavík         | 2:0              | UG Grindavík         | 28.08.1994, Laugardalsvöllur, Reykjavík, 5.339 | 5   | Sindri Þór Grétarsson                                                     | 37 klubów                                           |
| 1995                                                                  |                  |                                        | 9  | KR Reykjavík         | 2:1              | Fram Reykjavík       | 27.08.1995, Laugardalsvöllur, Reykjavík        | 8   | Kristinn Tómasson                                                         | 47 klubów                                           |
| 1996                                                                  |                  |                                        | 7  | ÍA Akranes           | 2:1              | ÍBV Vestmannæyjar    | 25.08.1996, Laugardalsvöllur, Reykjavík        | 5   | Ívar Sigurjónsson, Kristinn Tómasson, Mihajlo Biberčić                    | 47 klubów                                           |
| 1997                                                                  |                  |                                        | 2  | ÍBK Keflavík         | 1:1 pd.          | ÍBV Vestmannæyjar    | 31.08.1997, Laugardalsvöllur, Reykjavík        | 5   | Guðmundur Benediktsson, Sigurvin Ólafsson                                 | 45 klubów                                           |
| 1997                                                                  | 0:0 pd. (k. 5:4) | 5.10.1997, Laugardalsvöllur, Reykjavík | 2  | ÍBK Keflavík         |                  | ÍBV Vestmannæyjar    |                                                | 5   | Guðmundur Benediktsson, Sigurvin Ólafsson                                 | 45 klubów                                           |
| 1998                                                                  |                  |                                        | 4  | ÍBV Vestmannæyjar    | 2:0              | Leiftur              | 30.08.1998, Laugardalsvöllur, Reykjavík,       | 6   | Uni Arge                                                                  | 44 kluby                                            |
| 1999                                                                  |                  |                                        | 10 | KR Reykjavík         | 3:1              | ÍA Akranes           | 26.09.1999, Laugardalsvöllur, Reykjavík        | 9   | Ragnar Haukur Hauksson                                                    | 48 klubów                                           |
| 2000                                                                  |                  |                                        | 8  | ÍA Akranes           | 2:1              | ÍBV Vestmannæyjar    | 24.09.2000, Laugardalsvöllur, Reykjavík        | 6   | Tómas Ellert Tómasson                                                     | 45 klubów                                           |
| 2001                                                                  |                  |                                        | 1  | Fylkir Reykjavík     | 2:2 pd. (k. 5:4) | KA Akureyri          | 29.09.2001, Laugardalsvöllur, Reykjavík, 2.839 | 6   | Þorvaldur Makan Sigbjörnsson                                              | 46 klubów                                           |
| 2002                                                                  |                  |                                        | 2  | Fylkir Reykjavík     | 3:1              | Fram Reykjavík       | 28.09.2002, Laugardalsvöllur, Reykjavík, 3.376 | 5   | Jóhann Halldór Traustason, Hjörtur Julius Hjartarson, Davíð Þór Rúnarsson | 69 klubów                                           |
| 2003                                                                  |                  |                                        | 9  | ÍA Akranes           | 1:0              | FH Hafnarfjörður     | 27.09.2003, Laugardalsvöllur, Reykjavík, 4.723 | 8   | Þórarinn Kristjánsson                                                     | 74 kluby                                            |
| 2004                                                                  |                  |                                        | 3  | ÍBK Keflavík         | 3:0              | KA Akureyri          | 2.10.2004, Laugardalsvöllur, Reykjavík, 2.049  | 5   | Ragnar Haukur Hauksson, Hördur Már Magnússon                              | 61 klub                                             |
| 2005                                                                  |                  |                                        | 9  | Valur Reykjavík      | 1:0              | Fram Reykjavík       | 24.09.2005, Laugardalsvöllur, Reykjavík, 5.162 | 8   | Garðar Bergmann Gunnlaugsson                                              | 61 klub                                             |
| 2006                                                                  |                  |                                        | 4  | ÍBK Keflavík         | 2:0              | KR Reykjavík         | 30.09.2006, Laugardalsvöllur, Reykjavík, 4.699 | 6   | Hreinn Hringsson                                                          | 66 klubów                                           |
| 2007                                                                  |                  |                                        | 1  | FH Hafnarfjörður     | 2:1 pd.          | Fjölnir Reykjavík    | 6.10.2007, Laugardalsvöllur, Reykjavík, 3.739  | 7   | Magnús Bernhard Gíslason, Brynjólfur Bjarnason                            | 65 klubów                                           |
| 2008                                                                  |                  |                                        | 11 | KR Reykjavík         | 1:0              | Fjölnir Reykjavík    | 4.10.2008, Laugardalsvöllur, Reykjavík, 4.524  | 4   | Vilberg Marinó Jónasson, Edilon Hreinsson, Tómas Leifsson                 | 68 klubów                                           |
| 2009                                                                  |                  |                                        | 1  | Breiðablik Kopavogur | 2:2 pd. (k. 5:4) | Fram Reykjavík       | 3.10.2009, Laugardalsvöllur, Reykjavík, 4.766  | 5   | Sigurður Donys Sigurðsson                                                 | 69 klubów                                           |
| 2010                                                                  |                  |                                        | 2  | FH Hafnarfjörður     | 4:0              | KR Reykjavík         | 14.08.2010, Laugardalsvöllur, Reykjavík, 5.438 | 4   | 10 piłkarzy                                                               | 75 klubów                                           |
| 2011                                                                  |                  |                                        | 12 | KR Reykjavík         | 2:0              | Þór Akureyri         | 13.08.2011, Laugardalsvöllur, Reykjavík, 5.327 | 8   | Sveinbjörn Jónasson                                                       | 71 klub                                             |
| 2012                                                                  |                  |                                        | 13 | KR Reykjavík         | 2:1              | Stjarnan             | 18.08.2012, Laugardalsvöllur, Reykjavík, 5.080 | 10  | Viktor Smári Segatta                                                      | 76 klubów                                           |
| 2013                                                                  |                  |                                        | 8  | Fram Reykjavik       | 3:3 pd. (k. 3:1) | Stjarnan             | 17.08.2013, Laugardalsvöllur, Reykjavík, 4.318 | 8   | Gunnar Wigelund                                                           | 72 kluby                                            |
| 2014                                                                  |                  |                                        | 14 | KR Reykjavík         | 2:1              | Keflavík ÍF          | 16.08.2014, Laugardalsvöllur, Reykjavík, 4.694 | 7   | Samúel Arnar Kjartansson                                                  | 76 klubów                                           |
| 2015                                                                  |                  |                                        | 10 | Valur Reykjavík      | 2:0              | KR Reykjavík         | 15.08.2015, Laugardalsvöllur, Reykjavík, 5.751 | 5   | Gardar Már Grétarsson                                                     | 52 kluby                                            |
| 2016                                                                  |                  |                                        | 11 | Valur Reykjavík      | 2:0              | ÍBV Vestmannæyjar    | 13.08.2016, Laugardalsvöllur, Reykjavík, 3.511 | 7   | Karel Sigurðsson                                                          | 52 kluby                                            |
| 2017                                                                  |                  |                                        | 5  | ÍBV Vestmannæyjar    | 1:0              | FH Hafnarfjörður     | 12.08.2017, Laugardalsvöllur, Reykjavík, 3.094 | 6   | Alfi Conteh-Lacalle, Karel Sigurðsson                                     | 78 klubów                                           |
| 2018                                                                  |                  |                                        | 1  | Stjarnan             | 0:0 pd. (k. 4:1) | Breiðablik Kopavogur | 15.09.2018, Laugardalsvöllur, Reykjavík, 3.814 | 8   | Alexander Már Thorláksson                                                 | 78 klubów                                           |
| 2019                                                                  |                  |                                        | 2  | Víkingur Reykjavík   | 1:0              | FH Hafnarfjörður     | 14.09.2019, Laugardalsvöllur, Reykjavík        | 9   | Pétur Theódór Árnason                                                     | 78 klubów                                           |
| 2020                                                                  |                  |                                        |    |                      |                  |                      |                                                | 7   | Elton, Gary Martin                                                        | 78 klubów, niedokończono z powodu pandemii COVID-19 |
| 2021                                                                  |                  |                                        | 3  | Víkingur Reykjavík   | 3:0              | ÍA Akranes           | 16.10.2021, Laugardalsvöllur, Reykjavík, 4.829 | 8   | Harley Bryn Willard                                                       | 78 klubów                                           |
| 2022                                                                  |                  |                                        | 4  | Víkingur Reykjavík   | 3:2 pd.          | FH Hafnarfjörður     | 01.10.2022, Laugardalsvöllur, Reykjavík, 4.381 |     |                                                                           | 78 klubów                                           |
| 2023                                                                  |                  |                                        | 5  | Víkingur Reykjavík   | 3:1              | KA Akureyri          | 16.09.2023, Laugardalsvöllur, Reykjavík, 3.845 |     |                                                                           | 74 kluby                                            |
| 2024                                                                  |                  |                                        | 1  | KA Akureyri          | 2:0              | Víkingur Reykjavík   | 21.09.2024, Laugardalsvöllur, Reykjavík, 4.096 |     |                                                                           | 74 kluby                                            |

Uwagi:
- wytłuszczono nazwy zespołów, które w tym samym roku wywalczyły mistrzostwo i Puchar kraju,
- kursywą oznaczone zespoły, które w meczu finałowym nie występowały w najwyższej klasie rozgrywkowej.
- skreślono rozgrywki nieoficjalne.

## Statystyki

### Klasyfikacja według klubów
W dotychczasowej historii oficjalnych rozgrywek o Puchar Islandii na podium oficjalnie stawało w sumie 19 drużyn. Liderem klasyfikacji jest KR Reykjavík, który zdobył 14 Pucharów.
Stan na 30.11.2024.
| Lp. | Klub       | Zdobywca | Finalista | Lata triumfów                                                    |    |   |                                                                                    |
| --- | ---------- | -------- | --------- | ---------------------------------------------------------------- | -- | - | ---------------------------------------------------------------------------------- |
| Lp. | Klub       | 1.       | KR        | Lata triumfów                                                    | 14 | 5 | 1960, 1961, 1962, 1963, 1964, 1966, 1967, 1994, 1995, 1999, 2008, 2011, 2012, 2014 |
| 2.  | Valur      | 11       | 3         | 1965, 1974, 1976, 1977, 1988, 1990, 1991, 1992, 2005, 2015, 2016 |    |   |                                                                                    |
| 3.  | ÍA         | 9        | 10        | 1978, 1982, 1983, 1984, 1986, 1993, 1996, 2000, 2004             |    |   |                                                                                    |
| 4.  | Fram       | 8        | 10        | 1970, 1973, 1979, 1980, 1985, 1987, 1989, 2013                   |    |   |                                                                                    |
| 5.  | ÍBV        | 5        | 7         | 1968, 1972, 1981, 1998, 2017                                     |    |   |                                                                                    |
| 6.  | Víkingur   | 5        | 1         | 1971, 2019, 2021, 2022, 2023                                     |    |   |                                                                                    |
| 7.  | Keflavik   | 4        | 6         | 1975, 1997, 2004, 2006                                           |    |   |                                                                                    |
| 8.  | FH         | 2        | 6         | 2007, 2010                                                       |    |   |                                                                                    |
| 9.  | Fylkir     | 2        | 0         | 2001, 2002                                                       |    |   |                                                                                    |
| 10. | KA         | 1        | 4         | 2024                                                             |    |   |                                                                                    |
| 11. | Breiðablik | 1        | 2         | 2009                                                             |    |   |                                                                                    |
| 11. | Stjarnan   | 1        | 2         | 2018                                                             |    |   |                                                                                    |
| 13. | ÍBA        | 1        | 0         | 1969                                                             |    |   |                                                                                    |
| 14. | Fjölnir    | 0        | 2         |                                                                  |    |   |                                                                                    |
| 15. | Grindavík  | 0        | 1         |                                                                  |    |   |                                                                                    |
| 15. | KR-b       | 0        | 1         |                                                                  |    |   |                                                                                    |
| 15. | Leiftur    | 0        | 1         |                                                                  |    |   |                                                                                    |
| 15. | Viðir      | 0        | 1         |                                                                  |    |   |                                                                                    |
| 15. | þór        | 0        | 1         |                                                                  |    |   |                                                                                    |

### Klasyfikacja według miast
Siedziby klubów: Stan na 30.11.2024.
| Miasto         | Liczba tytułów | Drużyny                                                 |
| -------------- | -------------- | ------------------------------------------------------- |
| Reykjavík      | 40             | KR (14), Valur (11), Fram (8), Víkingur (5), Fylkir (2) |
| Akranes        | 9              | ÍA (9)                                                  |
| Vestmannaeyjar | 5              | ÍBV (5)                                                 |
| Keflavík       | 4              | ÍFK Keflavík (4)                                        |
| Hafnarfjörður  | 2              | FH (2)                                                  |
| Akureyri       | 2              | ÍBA (1), KA (1)                                         |
| Garðabær       | 1              | Stjarnan (1)                                            |
| Kópavogur      | 1              | Breiðablik UBK (1)                                      |